# Antrusa melanocera
Antrusa melanocera is een insect dat behoort tot de orde vliesvleugeligen (Hymenoptera) en de familie van de schildwespen (Braconidae). De wetenschappelijke naam van de soort werd voor het eerst geldig gepubliceerd door Carl Gustaf Thomson in 1895. Later werd de naam Antrusa persimilis voorgesteld door Nixon in 1954. Deze werd echter niet geaccepteerd. 